# 수원역
수원역(水原驛, Suwon station)은 경기도 수원시 팔달구 매산로1가에 위치한 경부선, 분당선, 수인선의 철도역이다. 전철은 수도권 전철 1호선이 경부선에서, 수도권 전철 수인·분당선이 분당선과 수인선에서 운행된다. 현재의 역사는 민자역사로서 AK플라자 수원점이 영업 중이다. ITX-새마을, 무궁화호를 포함한 모든 여객 열차가 정차하며, 2010년 11월 1일부터 하루 왕복 8편성의 KTX도 정차하게 되었다. 수도권 전철 수인·분당선은 서호천 하저터널로 고색역과 연결된다. 수도권 전철 수인·분당선은 수원천 하저터널로 매교역과 연결된다.

## 개요
경부선상의 수도권 전철 1호선과 수도권 전철 수인·분당선의 환승역이다. 2003년 4월 29일까지 수도권 전철 1호선은 모두 이 역에서 시·종착하였으나, 병점역과 그 이남 노선 개통 이래 1호선 열차는 현재 이 역에서 시·종착하지 않는다. 분당선의 지하 수원역은 2013년 11월 30일 분당선 연장 개통과 함께 신설되었는데, 한동안 수도권 서부본부 관할인 기존 수원역과 별도로 수도권 동부본부 관할이었으나, 2014년 6월에 분당선 수원역을 경부선 수원역에 흡수시키는 형태로 관할을 일원화하였다.
한때 협궤철도였던 수려선과 수인선 업무도 취급하였으나, 수려선이 1972년 4월 1일 자로 먼저 영업이 중지되고, 수인선 역시 1996년 1월 1일 자로 영업을 중지하면서, 십자 형태로 짜여 있던 수원역의 협궤 철도는 역사 속으로 사라졌다. 그러나 2013년 역 동쪽으로 이어지는 분당선이 개통하였고, 2020년 9월 12일에는 표준궤로 개궤 및 복선 전철화한 수인선의 상호 직결 운행이 시작되어, 떨어져 나갔던 수원역의 십자 형태 철도망이 재건되었다. 역 남쪽에는 콘크리트 자재의 대형 급수탑(표준궤)과 벽돌 자재의 소형 급수탑(협궤)이 남아 있으며, 한국철도공사 선정 준철도기념물로 지정된 뒤 2020년 5월 4일에 국가등록문화재로 등록되었다.
2006년 7월 한국철도공사 지사제 발족 당시 수도권 남부지사의 지사 소재역으로 지정되었으나, 2009년 9월 지사제에서 지역본부제로 바뀌면서 수도권 남부지사가 수도권 서부지사에 흡수되는 형태로 수도권 서부본부가 되자, 지역 본부 대표역의 지위를 잃었다. 역 앞으로는 약 80개의 버스 노선이 지나며, 2011년 경기도 내의 버스 이용객이 가장 많은 장소로 선정되었다.

## 역사
- 1905년 1월 1일: 경부선 개통과 함께 보통역으로 영업 개시
- 1928년 8월 27일: 한옥 형태의 역사 준공[6]
- 1930년 12월 1일: 수려선 개통[7]
- 1937년 8월 5일: 수인선 개통[8]
- 1949년 1월 1일: 사무관역으로 승격
- 1961년 1월 25일: 역사 신축 착공
- 1961년 9월 20일: 역사 신축 준공[6]
- 1963년 6월 1일: 서기관역으로 승격
- 1971년 9월 10일: 무연탄 화물 도착역으로 지정[9]
- 1972년 3월 31일: 수려선 폐선
- 1974년 8월 15일: 수도권 전철 1호선 운행 개시(서울~수원 간)
- 1975년 6월 7일: 전철 역사 착공
- 1975년 12월 31일: 전철 역사 준공
- 1983년 6월 15일: 컨테이너 화물기지 준공
- 1988년 9월 30일: 역사 증축 준공[6]
- 1996년 1월 1일: 수인선 운행 중지
- 2000년 1월 1일: 지역관리역으로 승격
- 2001년 6월 1일: 장항선 특정통일호 에드몬슨 승차권 발매 중단 및 전산 통일호로 전환.
- 2002년 2월 22일: 수원역 전동차 추돌 사고
- 2003년 2월 5일: 민자역사 준공[6]
- 2003년 4월 30일: 수도권 전철 1호선 (수원~병점 간) 연장 개통과 함께 중간역이 됨
- 2004년 4월 1일: 통일호 운행 중단
- 2006년 5월 1일: 소화물 취급 중지
- 2006년 7월 1일: 지역관리역제 폐지로 보통역으로 조정
- 2009년 6월 1일: 누리로 운행 개시
- 2010년 1월 21일: 당정역 개업으로 1호선 역번호가 P154번에서 P155번으로 변경
- 2010년 11월 1일: KTX 운행 개시
- 2013년 5월 15일: 중부내륙순환열차 운행 개시
- 2013년 10월 7일: 분당선 수원역 철도거리표 고시[10]
- 2013년 11월 30일: 분당선 수원 - 망포 구간 개통과 함께 환승역이 됨
- 2014년 5월 12일: ITX-새마을 운행 개시
- 2014년 6월 16일: 수도권서부본부 수원관리역으로 관할 일원화
- 2014년 8월 18일: 태백선 열차 충돌 사고에 따라 중부내륙순환열차 운행 중단
- 2015년 2월 5일: 서해금빛열차 운행 개시
- 2015년 5월 2일: 정선아리랑열차 노선 중복 문제에 따라 중부내륙순환열차 운행 재개
- 2015년 9월 4일: 수인선 수원~한대앞 철도거리표에서 삭제[11]
- 2017년 5월 1일: ITX-청춘 (용산-대전) 운행 개시
- 2017년 6월 16일: 수원역환승센터 개통
- 2018년 3월 23일: ITX-청춘 (용산-대전) 운행 중지
- 2019년 12월 30일: 서울~신창간 누리로 다시 운행 중지
- 2020년 1월 13일: 누리로 재운행 개시(서울~신창)
- 2020년 2월 2일: 수원 - 한대앞 구간 종합시험운행[12]
- 2020년 2월 3일: 중부내륙순환열차 운행 중지
- 2020년 3월 2일 : 호남선, 충북선 누리로 운행 중지
- 2020년 5월 23일: 누리로 운행중지(서울~신창)
- 2020년 9월 12일: 분당선, 수인선 직결 운행에 따라 수인선 수원 - 오이도 구간 개통과 함께 수도권 전철 수인·분당선으로 노선명 변경. 중간역으로 고색행
- 2023년 9월 1일: ITX-마음 운행 개시

## 역 구조

### 지상
1호선·경부선 승강장
경부선의 경우 4면 8선의 승강장을 갖추고 있다. 중앙의 저상홈에서는 일반 여객열차를 취급하고, 양 끝 고상홈에는 수도권 전철 1호선을 취급한다. 전철 승강장에 스크린도어가 설치되어 있다. 승강장 번호가 선 번호와 일치하도록 정해져 있는 관계로 1번 승강장은 존재하지 않는다.(1번선에 승강장 없음) 반대로 12번선 쪽에는 승강장과 유사한 형태의 구조물이 설치되어 있다.(정식 승강장은 아니다.)
2003년 수원역 민자역사 개장 및 1호선의 병점역 연장 이전에는 1호선 전철의 회차 등의 이유로 전철 승강장이 중앙(본선)에, 여객열차 승강장이 양쪽에 각각 위치하였기 때문에 수원역과 화서역 사이에서 일반 여객열차와 광역전철이 내선과 외선을 서로 갈아타는 등 일종의 평면교차가 존재하였다. 당시 수원역을 통과하는 여객열차는 본선에 위치한 전철 승강장을 통과하기도 하였다.
| ↑화서(1호선)/↑안양(경부선)         |
| \| ９８ \| ７６ \| ５４ \| ３２ \| |
| 세류(1호선)↓/오산(경부선)↓         |

| 번호 | 노선                     | 열차                                        | 행선지                                           |
| ---- | ------------------------ | ------------------------------------------- | ------------------------------------------------ |
| 2~3  | ● 수도권 전철 1호선      | 급행열차 · 일반열차                         | 병점 · 서동탄 · 천안 · 신창 방면                 |
| 4~5  | 경부선                   | KTX                                         | 대전 · 동대구 · 울산 · 부산 방면                 |
| 4~5  | 경부선 · 충북선          | ITX-새마을 · ITX-마음 · 무궁화호            | 평택 · 대전 · 부산 · 진주 · 신해운대 · 제천 방면 |
| 4~5  | 호남선 · 전라선 · 장항선 | ITX-새마을 · ITX-마음 · 새마을호 · 무궁화호 | 목포 · 광주 · 여수엑스포 · 익산 방면             |
| 6~7  | 경부선                   | KTX                                         | 영등포 · 서울 방면                               |
| 6~7  | 경부선                   | ITX-새마을 · 새마을호 · ITX-마음 · 무궁화호 | 안양 · 영등포 · 용산 · 서울 방면                 |
| 8~9  | ● 수도권 전철 1호선      | 급행열차 · 일반열차                         | 성균관대 · 안양 · 구로 · 광운대 방면             |

### 지하
수인·분당선 승강장
지하(수인·분당선) 승강장은 2면 2선의 상대식 승강장을 갖추고 있으며, 스크린도어가 설치되어 있다.
| ↑ 매교 |
| \| １  |
| 고색 ↓ |

| 1 | ● 수도권 전철 수인·분당선 | 오목천 · 한대앞 · 인천 방면   | 오목천 · 한대앞 · 인천 방면   |  |
| 2 | ● 수도권 전철 수인·분당선 | 수원시청 · 서현 · 왕십리 방면 | 수원시청 · 서현 · 왕십리 방면 |  |

## 역 주변
- 매산동 행정복지센터
- 매산시장
- 서평초등학교
- 세곡치안센터
- 세류1동 행정복지센터
- 세류초등학교
- 수원세무서
- 수원역사쇼핑몰 - 수원역 민자역사 건물이다.
  - AK플라자 수원점
  - 아웃백스테이크하우스 수원역사점
  - AK& (AK and)
  - AK FOOD Hall
  - CGV 수원점
  - 북스리브로 수원점
- 수원역 지하상가 - 수원역 지하와 북측 정류장, 광장 정류장을 잇는 지하도이다.
- 수원역 테마거리 - 로데오거리라고도 불린다.
- 수원역 환승센터
- 수원역시외버스정류장
- 아세아시멘트 수원공장 - 수원역과 이어진 전용선이 있으며 현재 수원역의 화물 취급은 이곳만 남아있다.
- 역전시장
- 역전우체국
- 롯데몰 수원점
  - 롯데백화점 수원점
  - 롯데마트 수원점
  - 롯데시네마 수원
  - 아성다이소 롯데몰수원점
- KT&G

## 사진

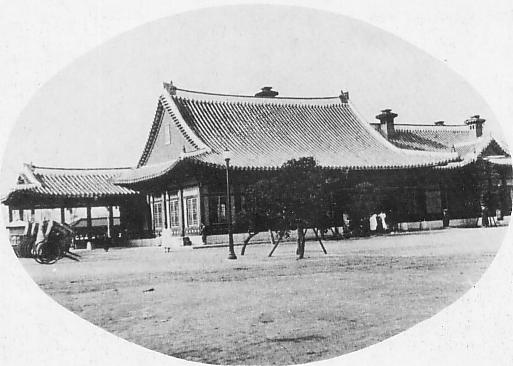
1928년부터 한국 전쟁까지 사용된 구 역사
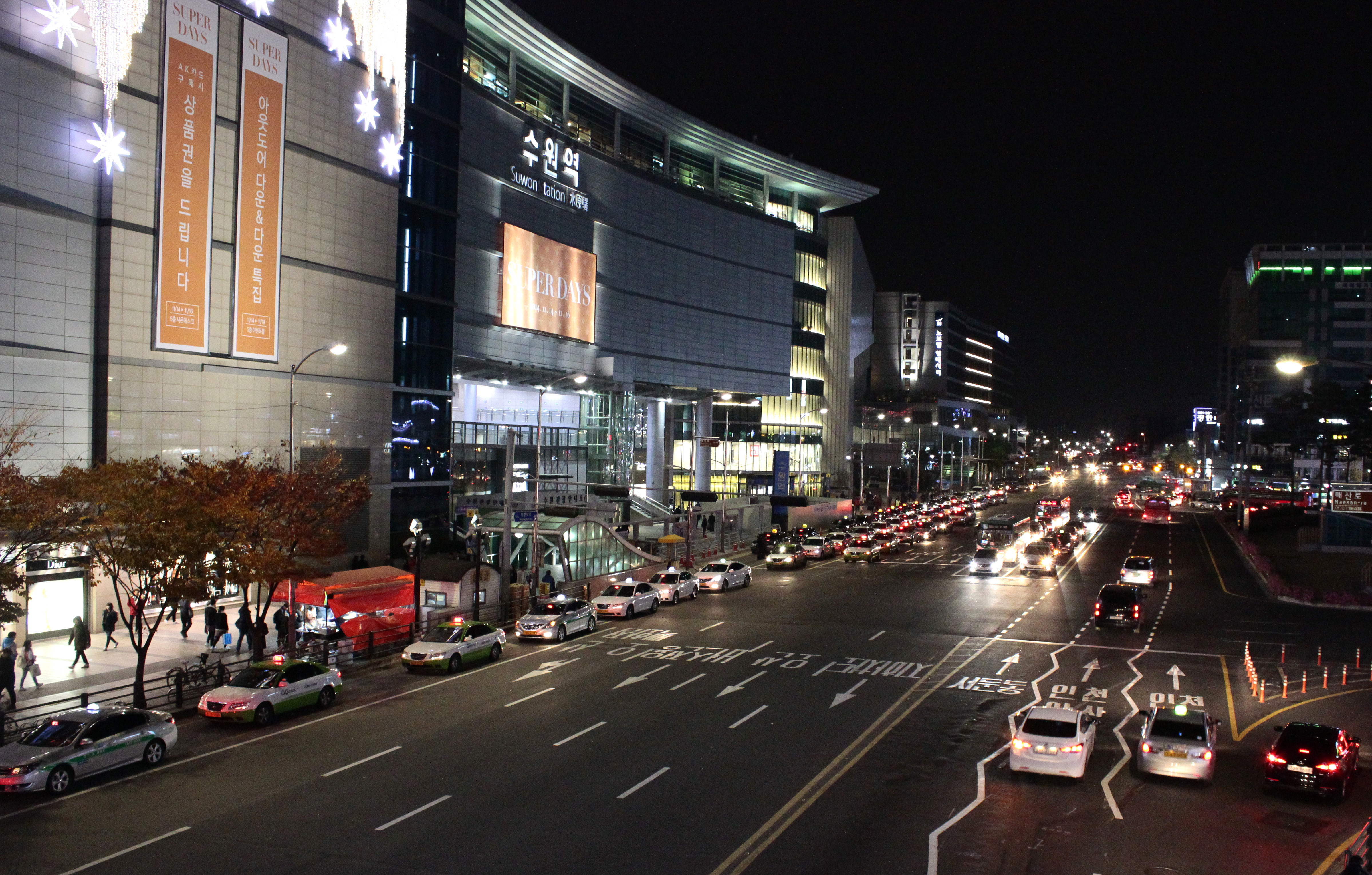
야경
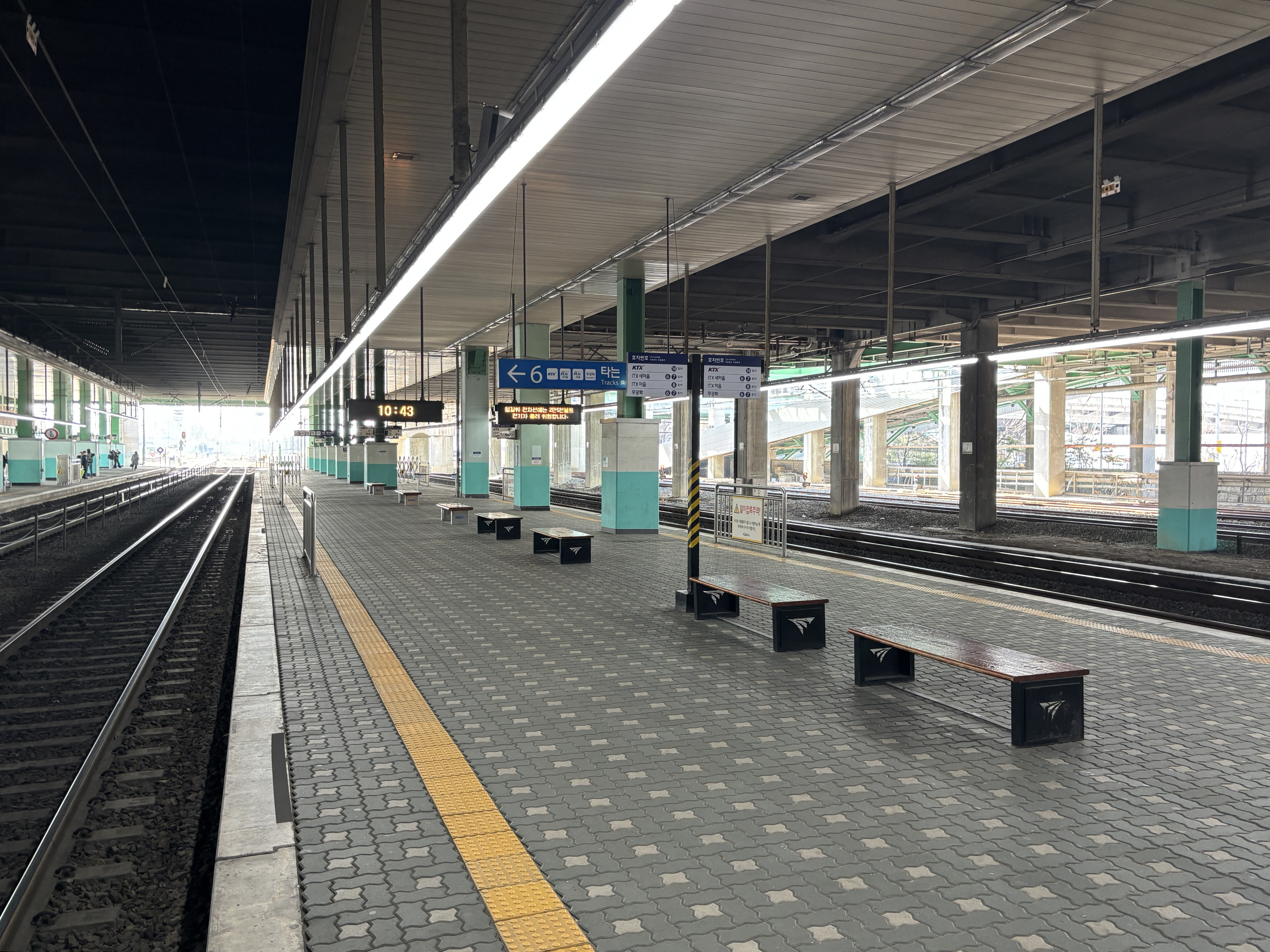
일반열차 승강장
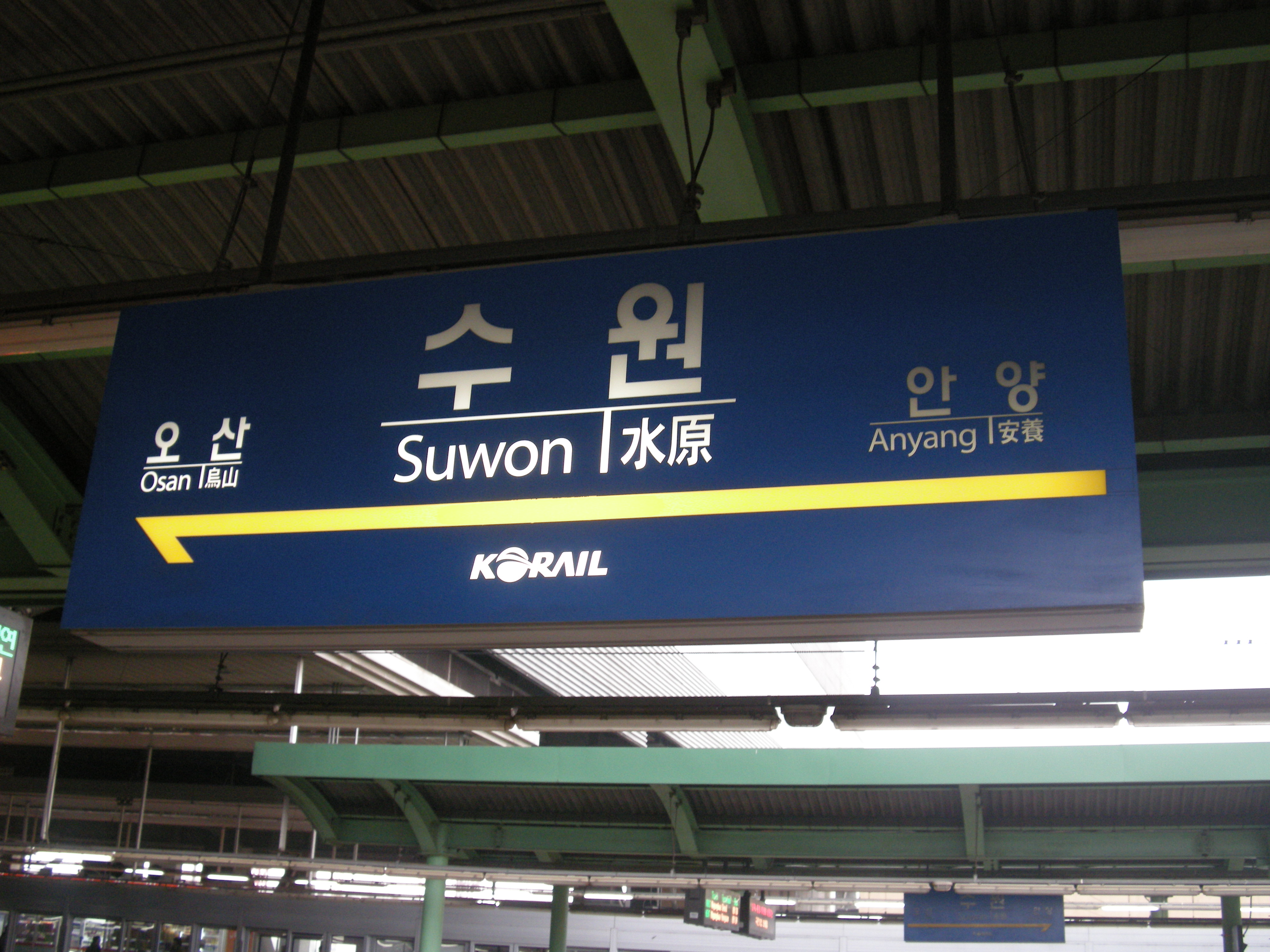
일반열차 역명판
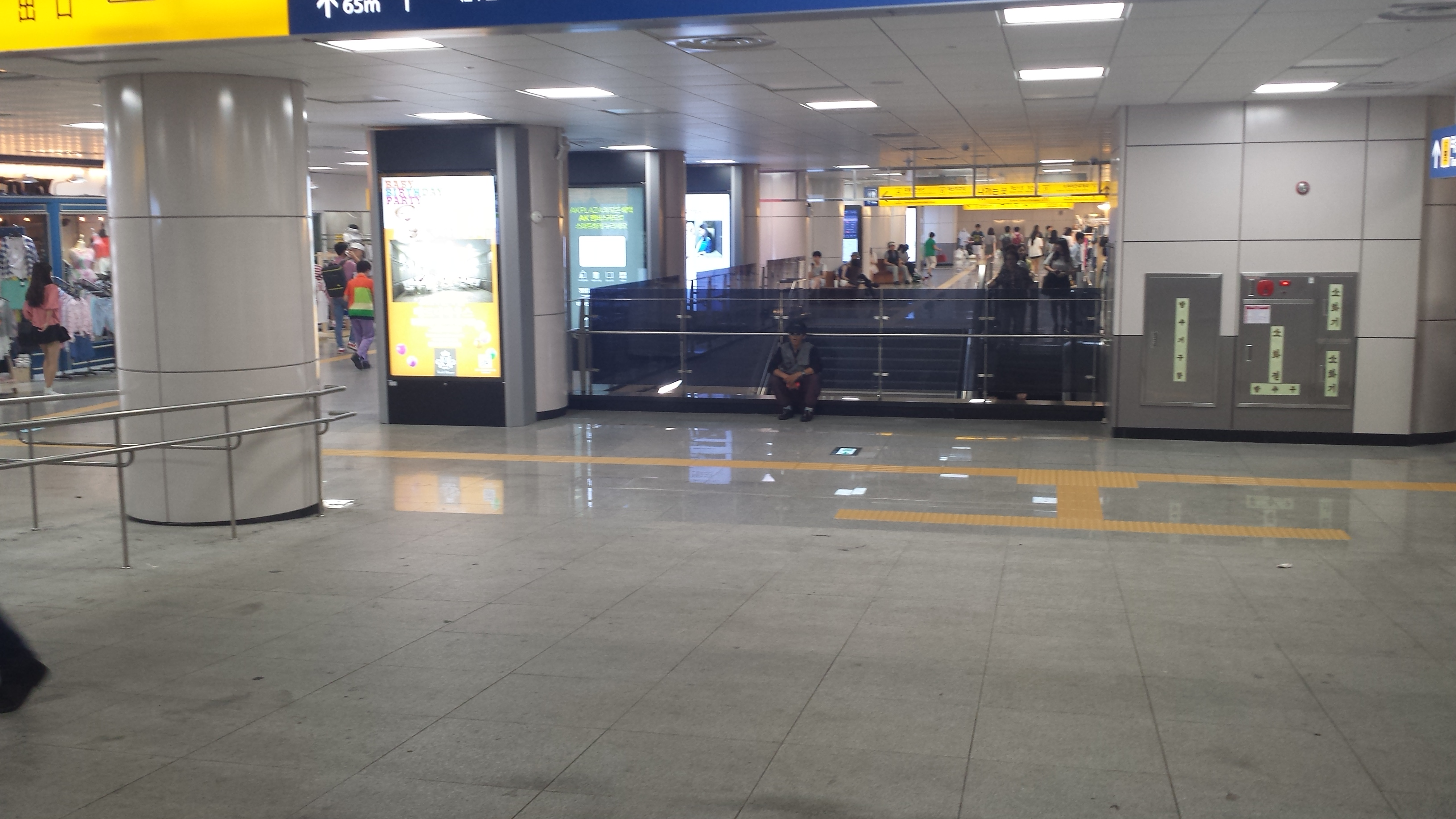
지하1층 대합실 서쪽(1호선 개찰 앞)
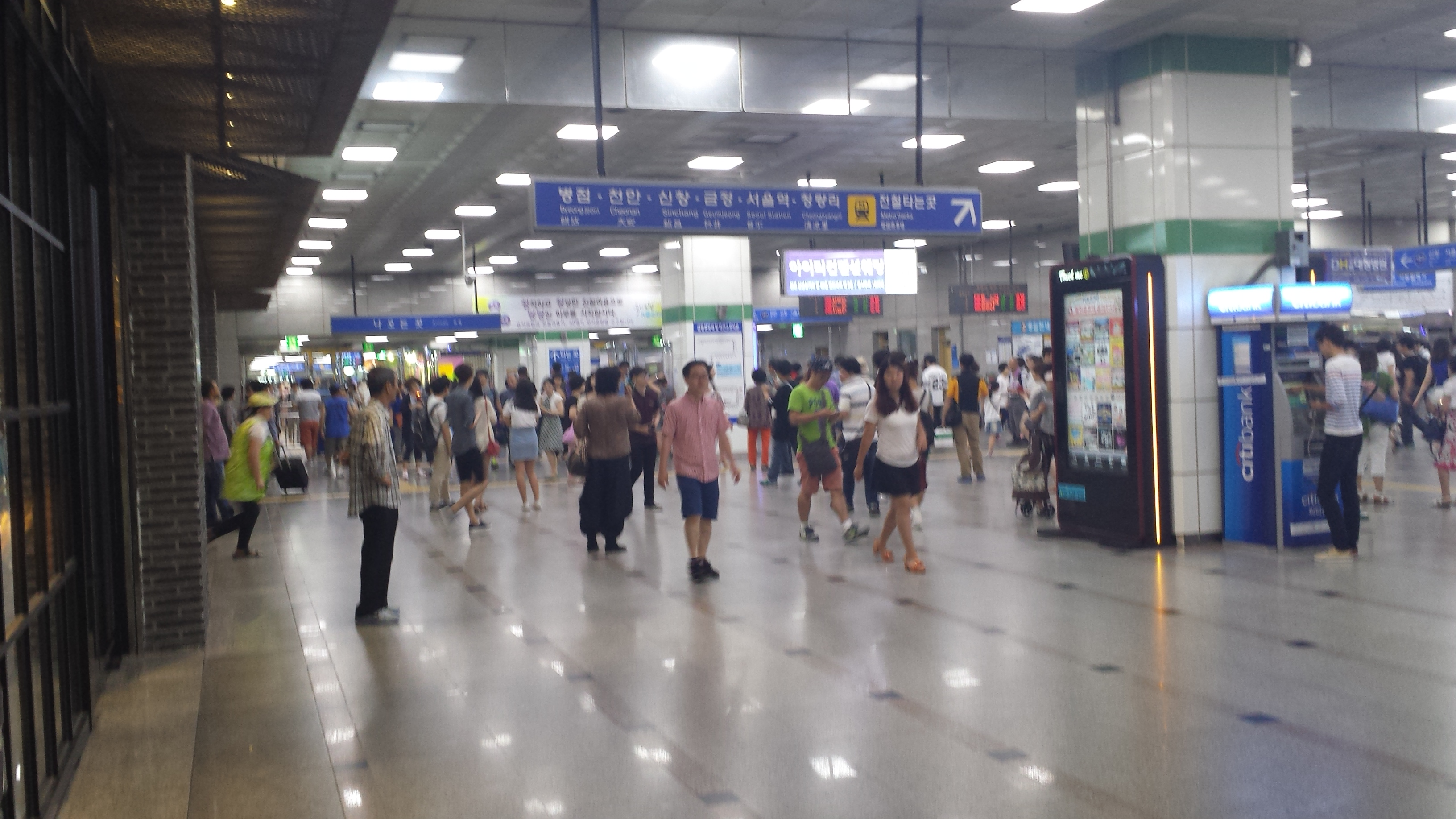
지하1층 대합실 중앙부(6번 출구 근처)
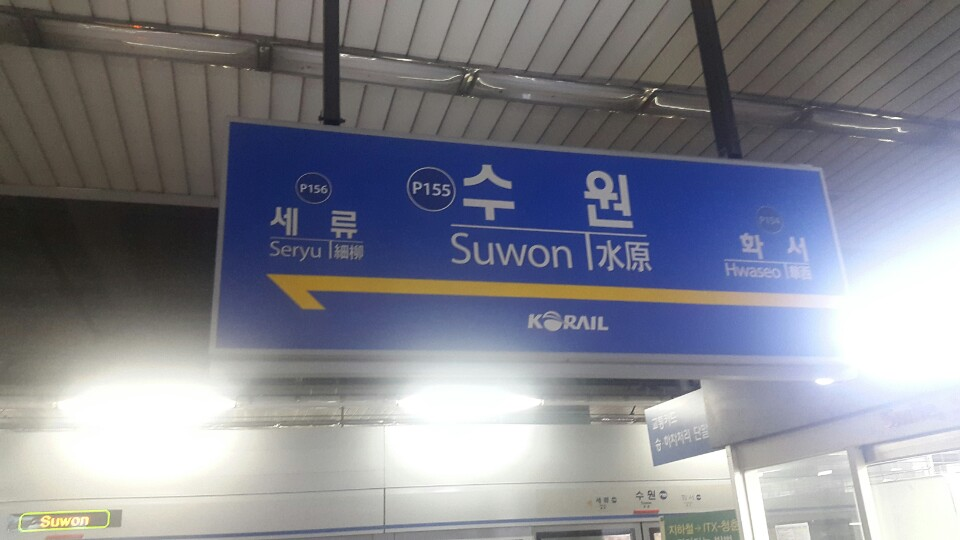
1호선 역명판 (신창 방면)
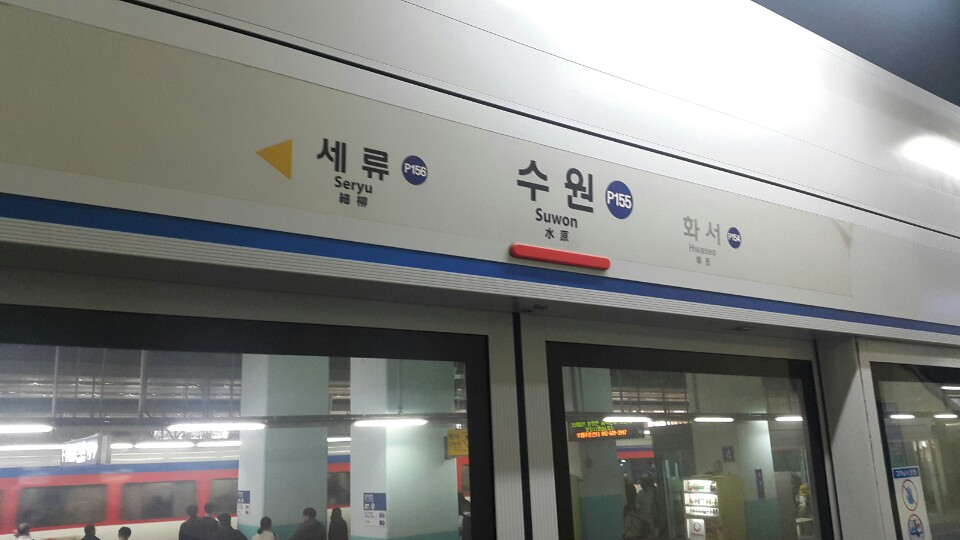
수원역 스크린도어(신창 방면)
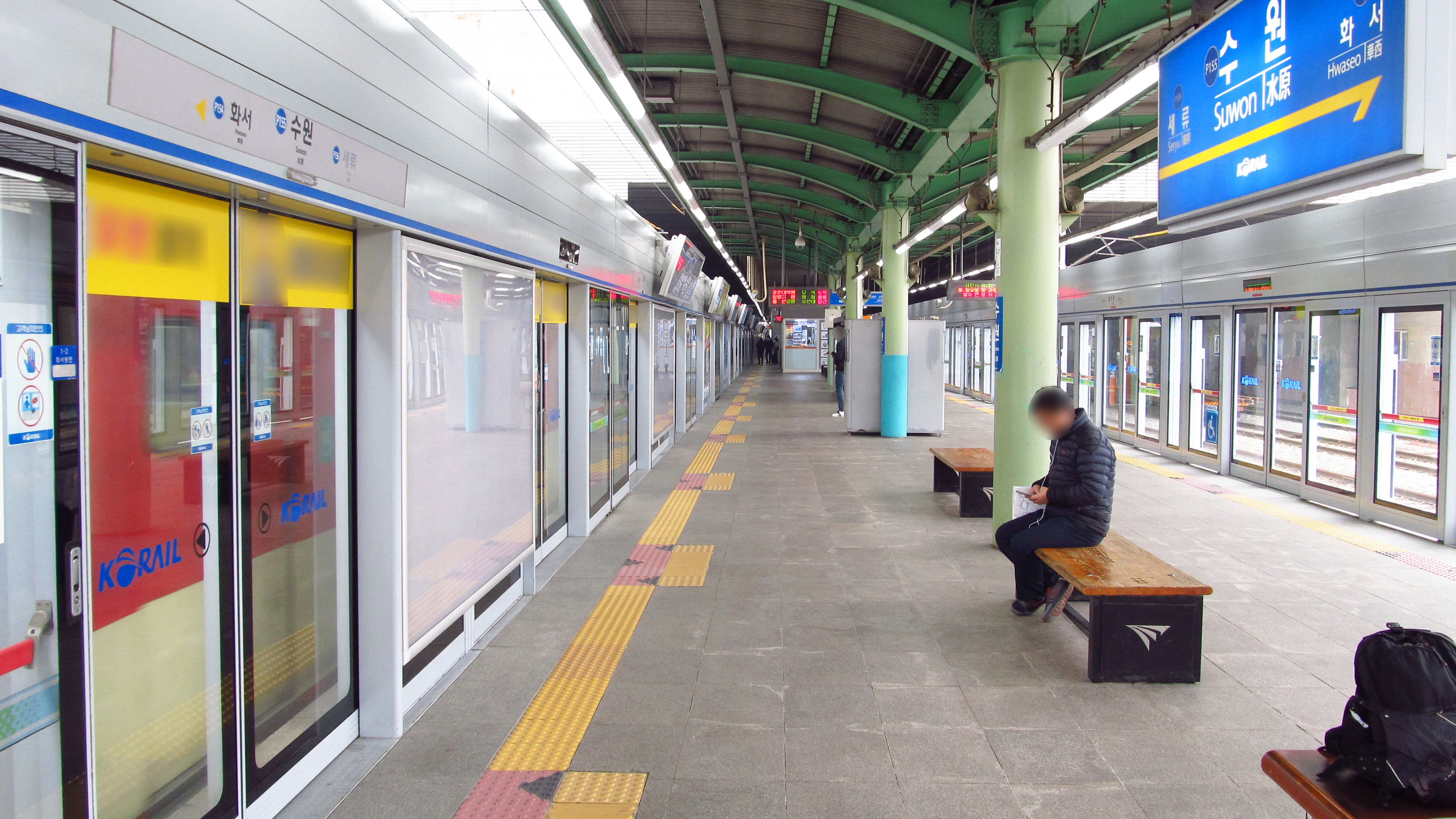
수원역 1호선 승강장
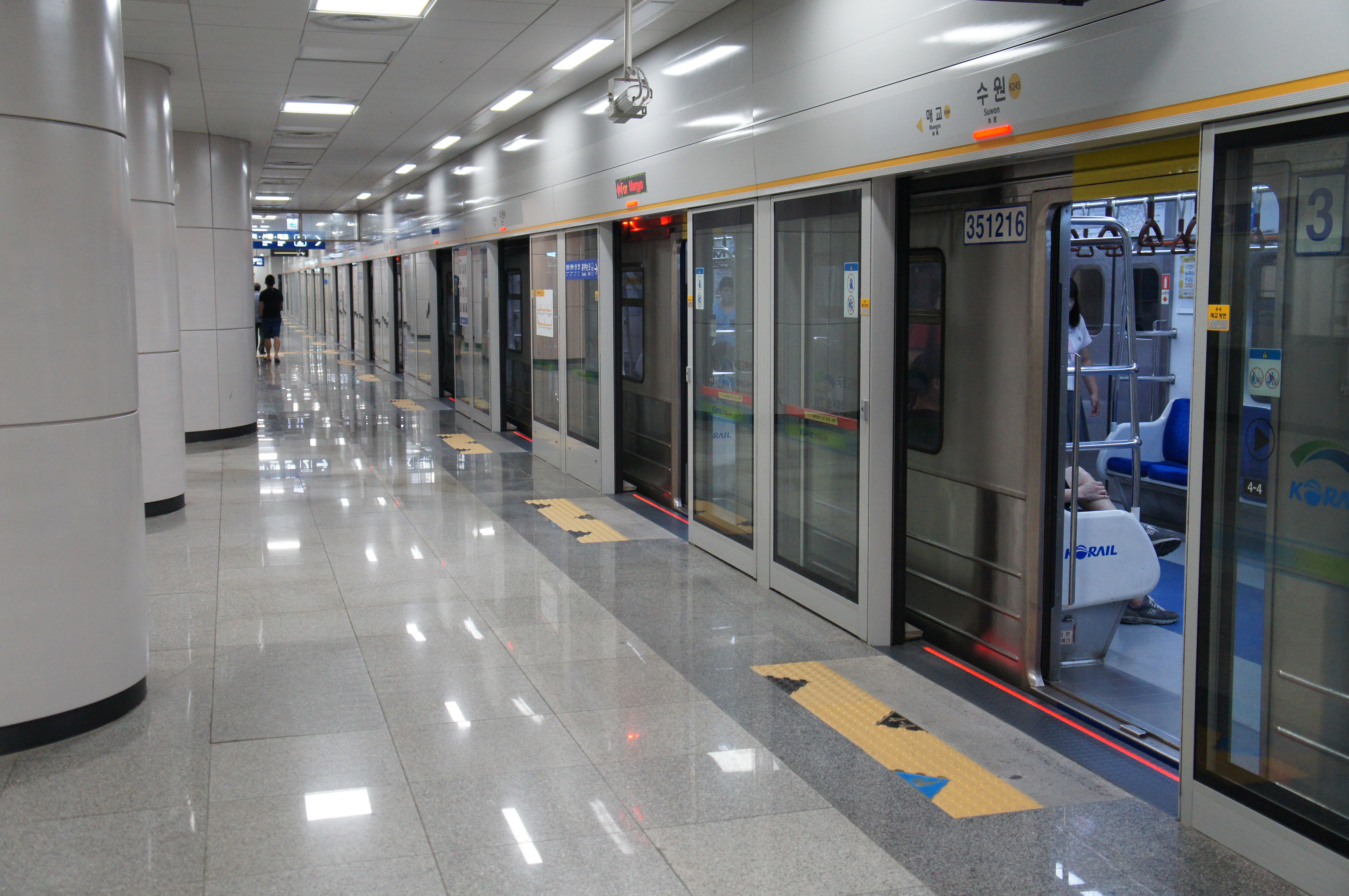
수인·분당선 승강장(청량리방향)
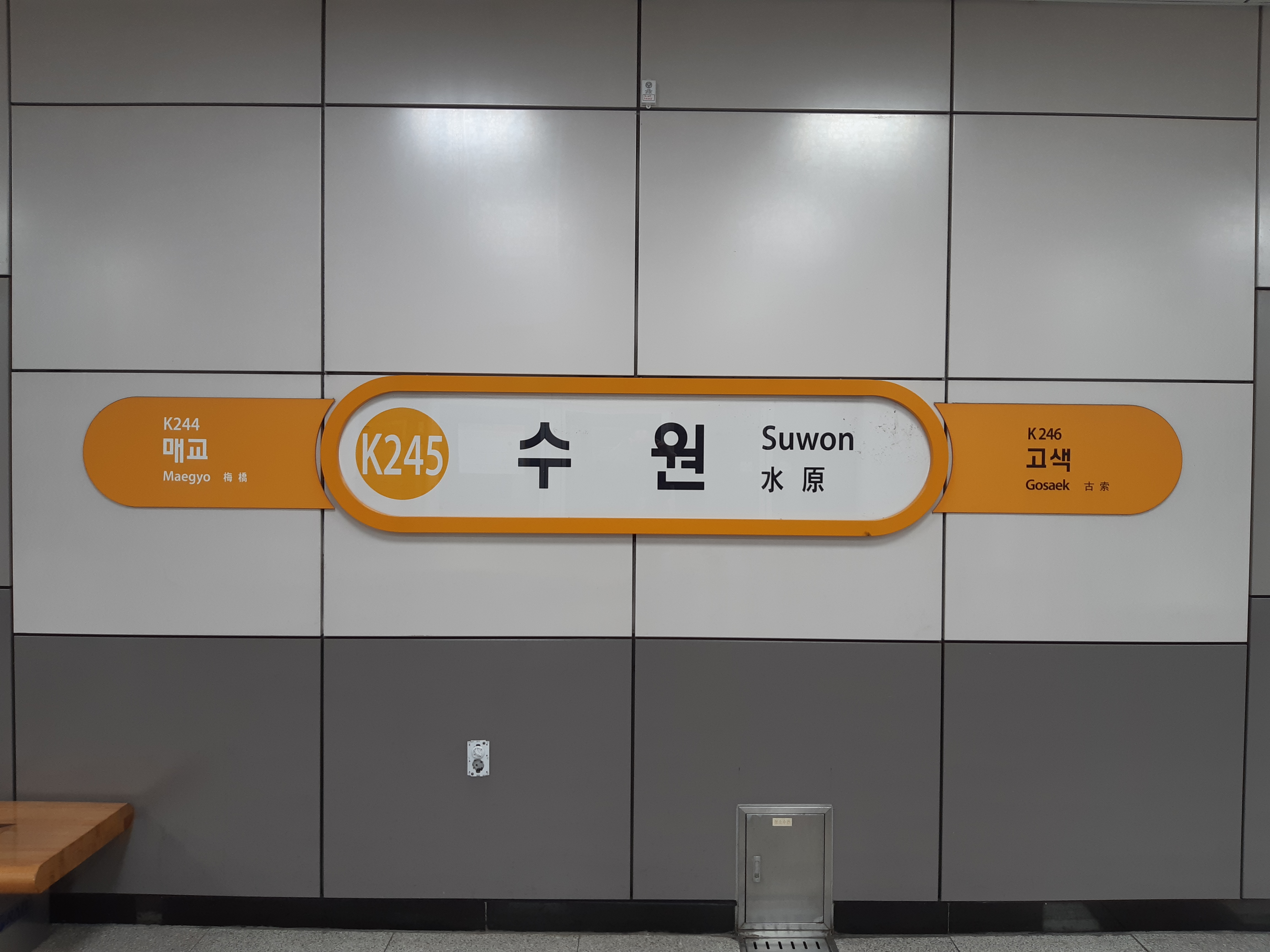
수인·분당선 역명판 (인천방향)
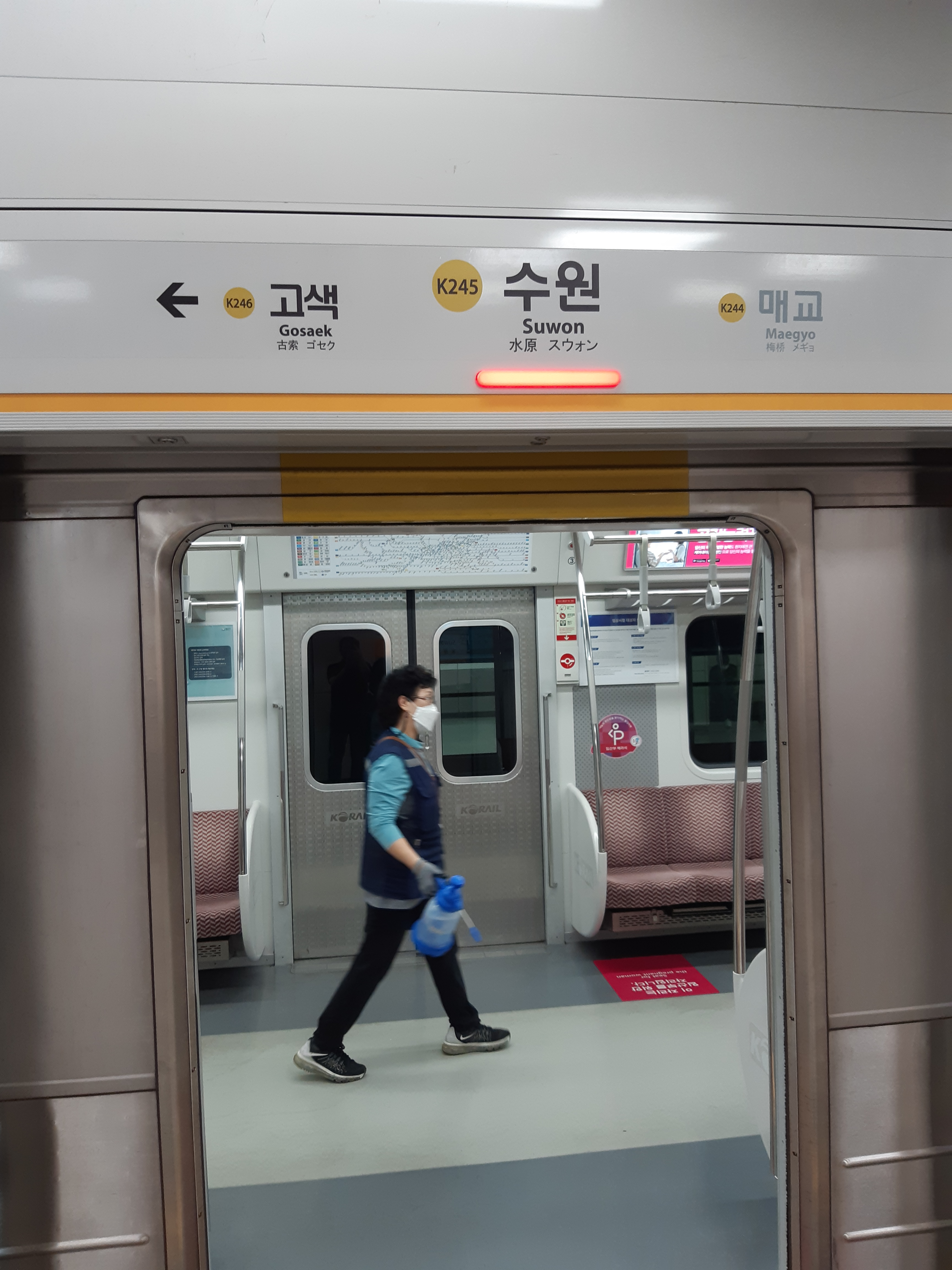
수인·분당선 스크린도어(인천방향)
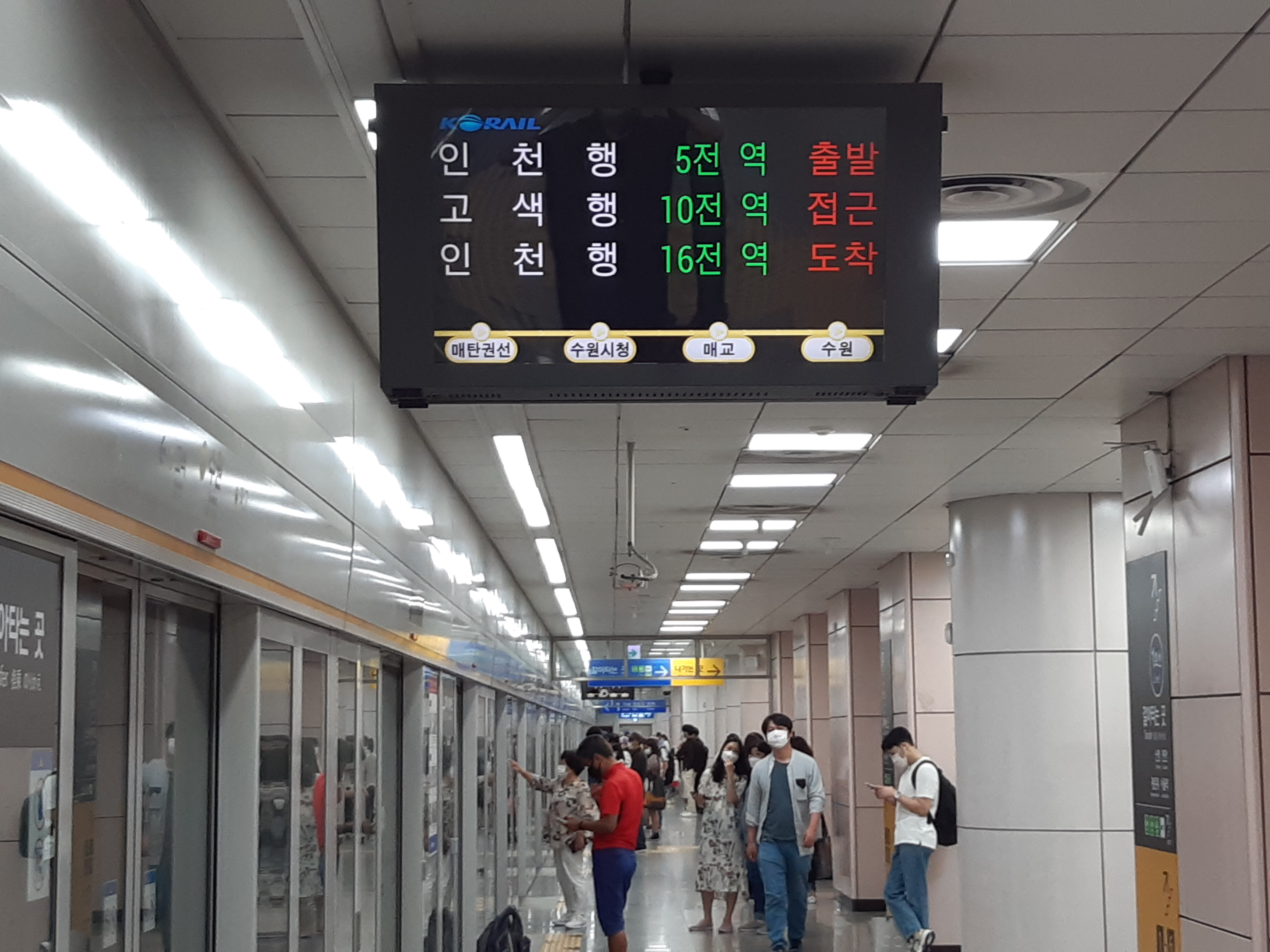
수인·분당선 승강장(인천방향)
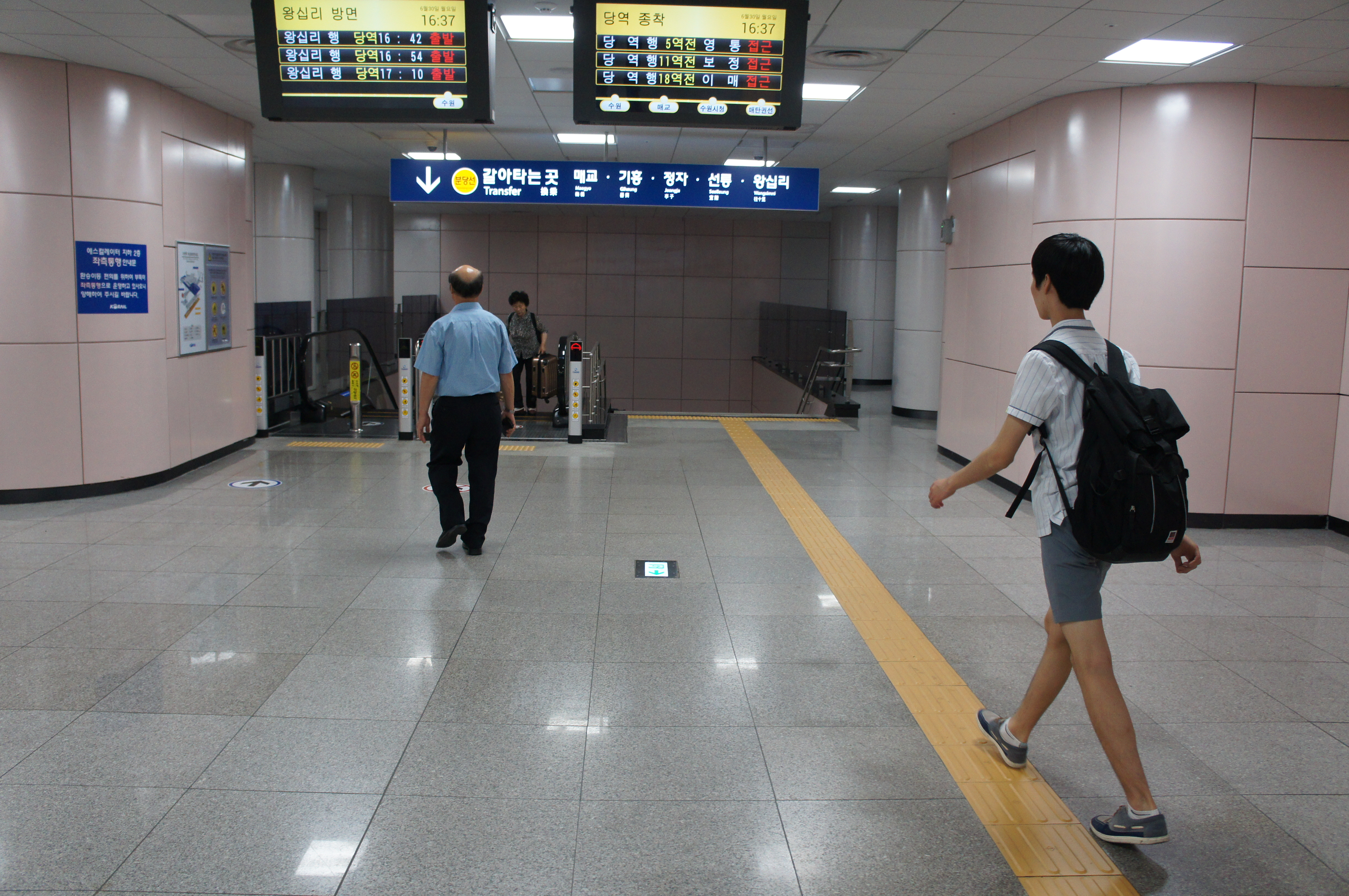
환승 통로(지하2층)(인천 연장전)
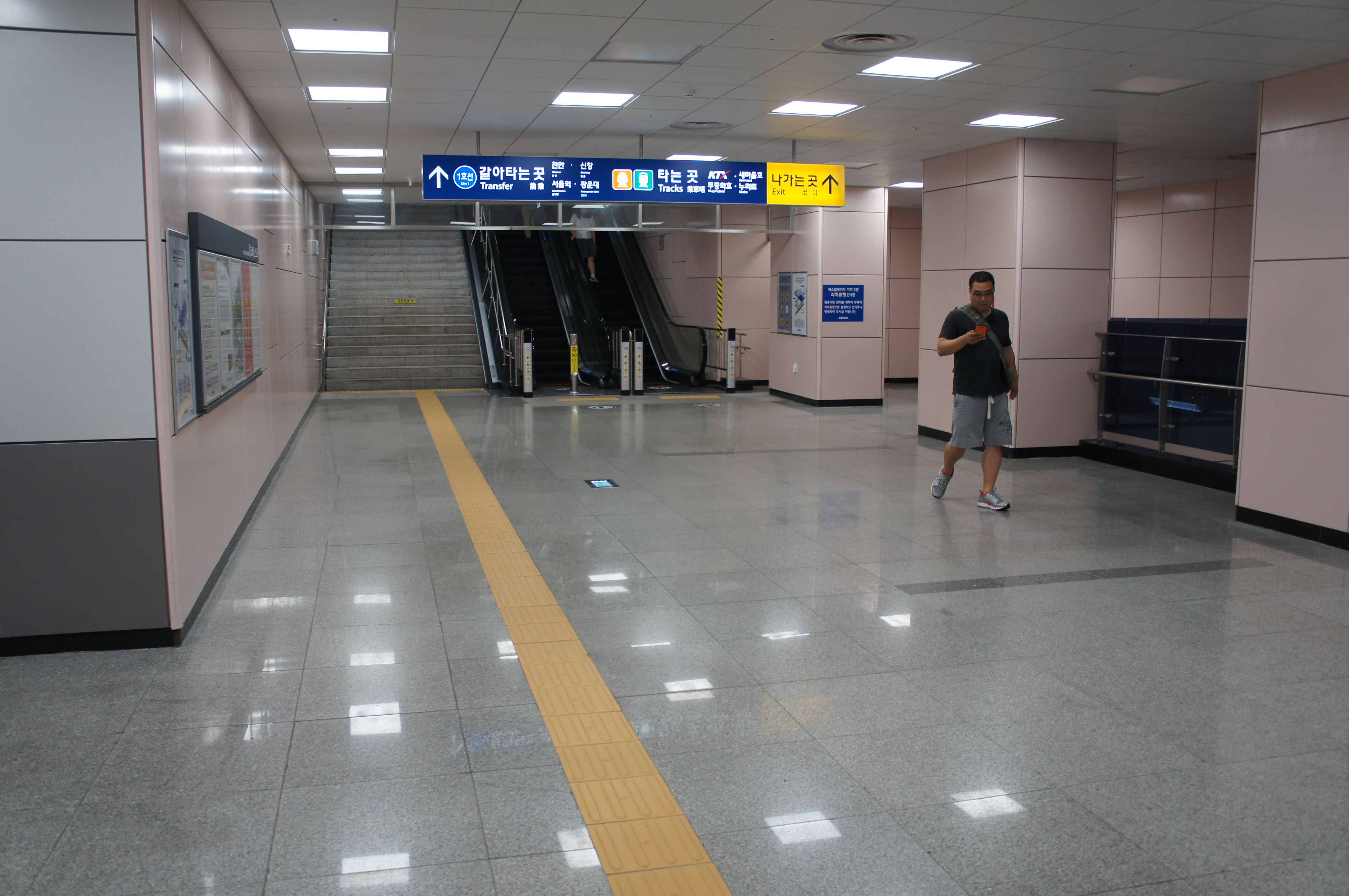
환승 통로(지하3층)
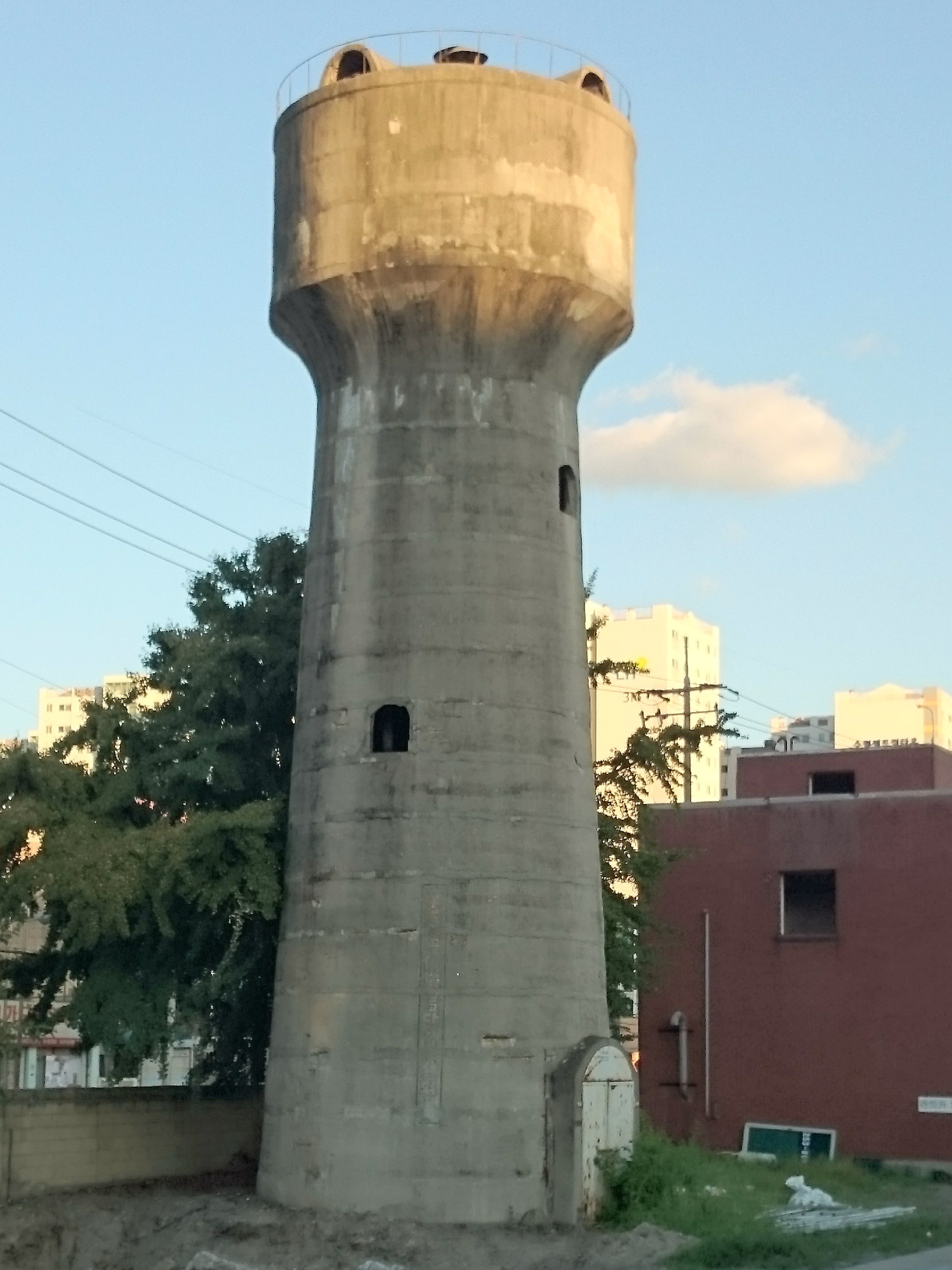
콘크리트조 급수탑(표준궤)
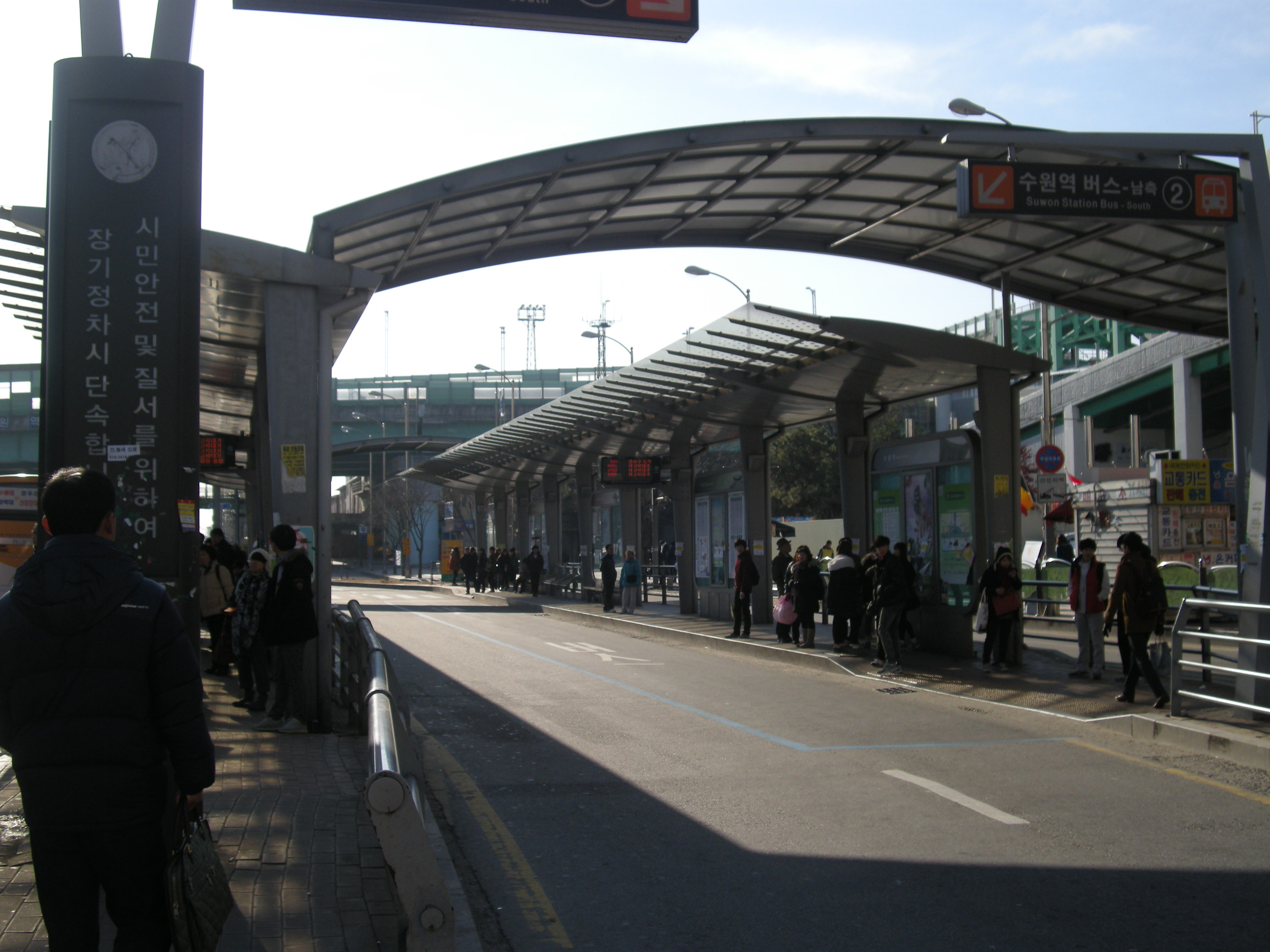
수원역 버스 남측2 정류장
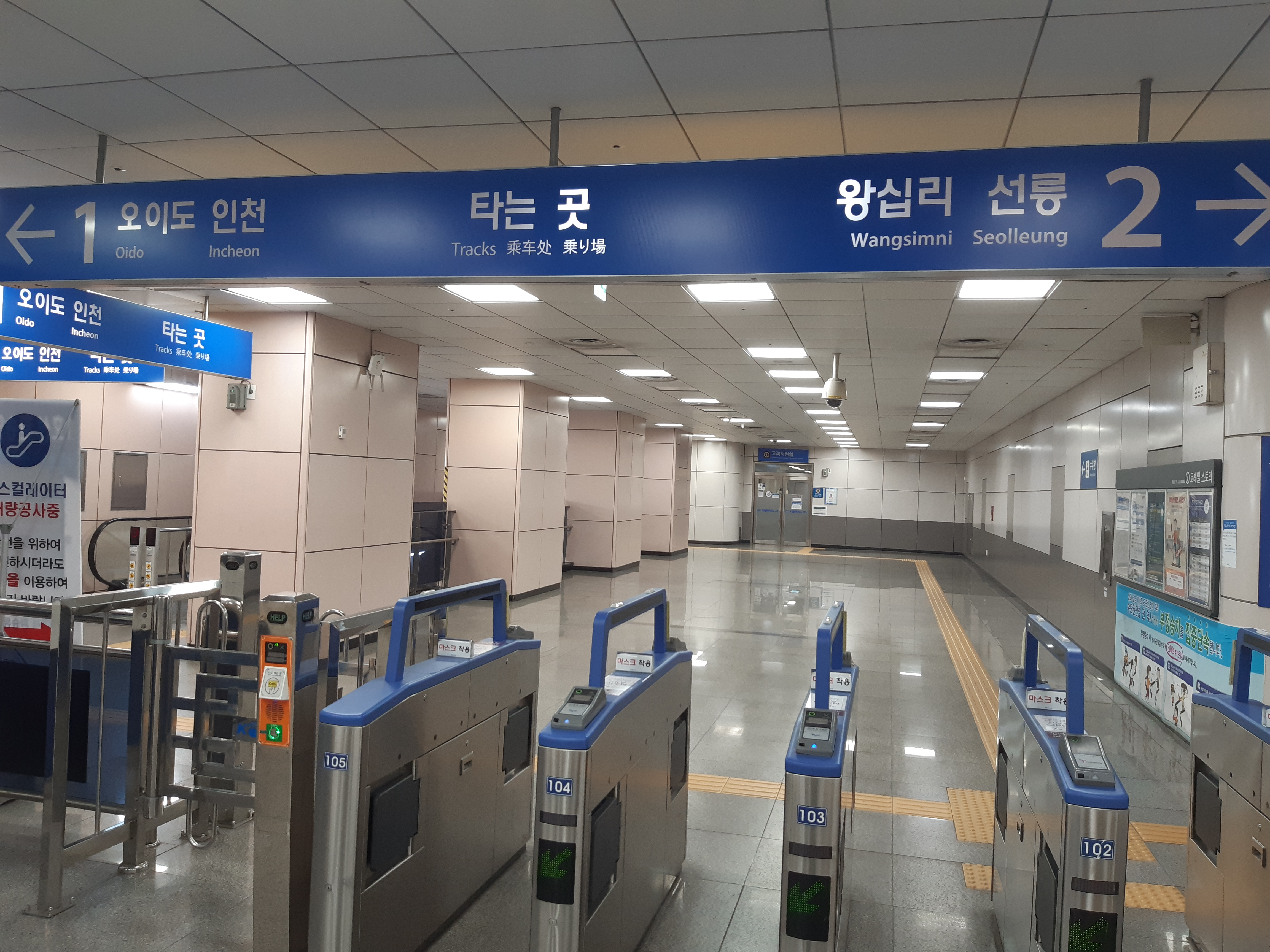
수인분당선 개찰구
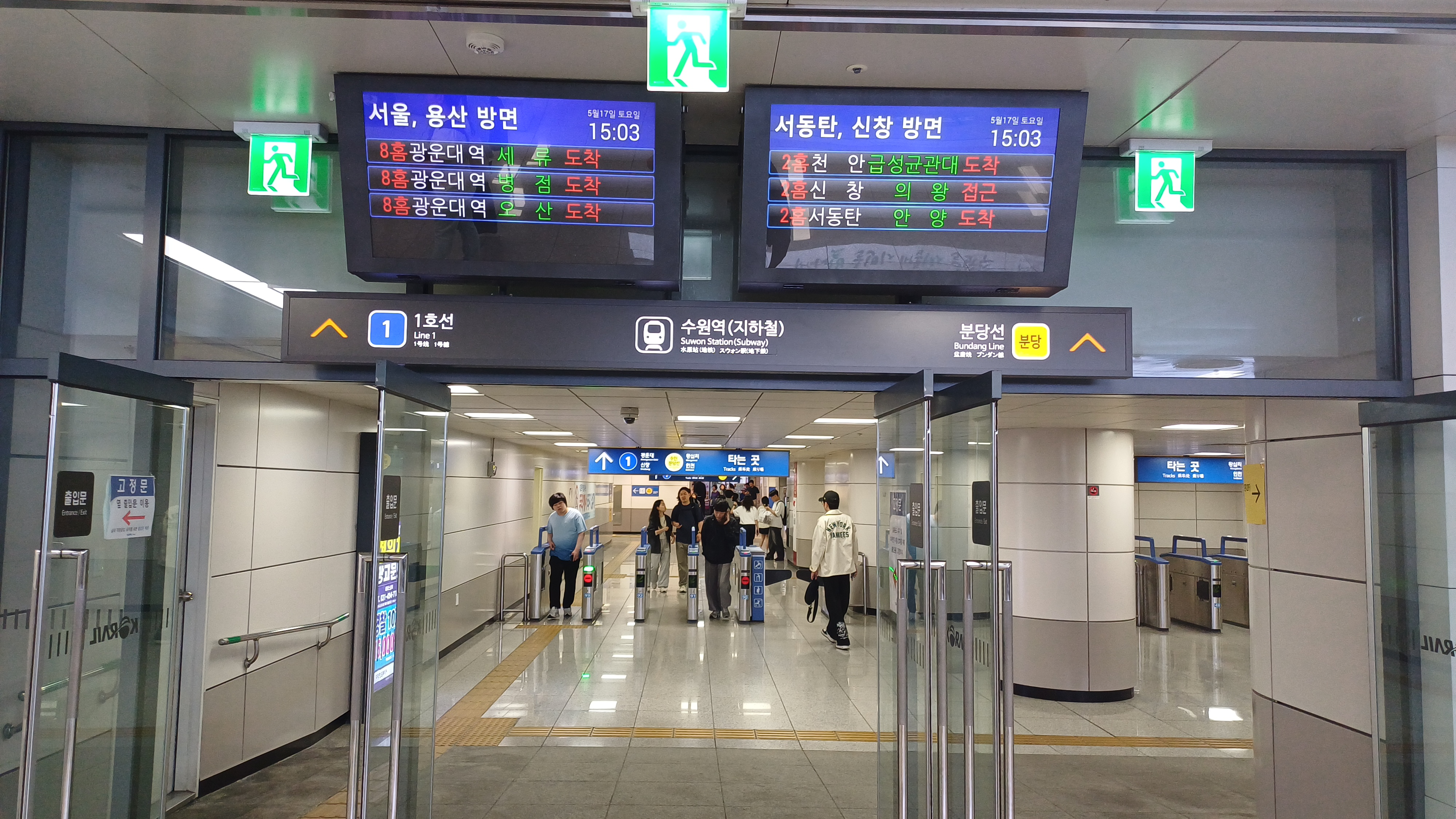
수원역 개찰구

## 승차량 변동

### 수도권 전철
| 노선       | 승차인원 | 승차인원 | 승차인원 | 승차인원 | 승차인원 | 승차인원 | 승차인원 | 승차인원 | 승차인원 | 승차인원 | 승차인원 |
| 노선       | 2000년   | 2001년   | 2002년   | 2003년   | 2004년   | 2005년   | 2006년   | 2007년   | 2008년   | 2009년   | 주석     |
| ---------- | -------- | -------- | -------- | -------- | -------- | -------- | -------- | -------- | -------- | -------- | -------- |
| 경부선     | 41,786   | 45,382   | 48,178   | 48,256   | 35,786   | 38,661   | 40,273   | 42,867   | 45,864   | 44,539   | [ 16 ]   |
| 노선       | 2010년   | 2011년   | 2012년   | 2013년   | 2014년   | 2015년   | 2016년   | 2017년   | 2018년   | 2019년   | [ 16 ]   |
| 경부선     | 43,971   | 44,762   | 43,334   | 42,782   | 41,657   | 41,475   | 40,605   | 39,683   | 39,804   | 39,373   | [ 16 ]   |
| 분당선     | 미개통   | 미개통   | 미개통   | 6,763    | 12,609   | 14,089   | 14,752   | 15,305   | 16,386   | 16,823   | [ 16 ]   |
| 노선       | 2020년   | 2021년   | 2022년   | 2023년   |          |          |          |          |          |          | [ 16 ]   |
| 경부선     | 24,933   | 24,820   | 28,361   |          |          |          |          |          |          |          | [ 16 ]   |
| 수인분당선 | 11,661   | 13,061   | 15,056   |          |          |          |          |          |          |          | [ 16 ]   |

### 일반열차
| 2001년 | 하행 | 승차 | 748280  | 3834258 | 37340 | 4619878 |
| 2001년 | 하행 | 하차 | 14901   | 573801  | 22811 | 611513  |
| 2001년 | 상행 | 승차 | 28266   | 512253  | 18008 | 558527  |
| 2001년 | 상행 | 하차 | 772963  | 3622920 | 43038 | 4438921 |
| 2002년 | 하행 | 승차 | 759056  | 3645265 | 34876 | 4408804 |
| 2002년 | 하행 | 하차 | 17315   | 558907  | 27269 | 603491  |
| 2002년 | 상행 | 승차 | 26521   | 517159  | 25960 | 614244  |
| 2002년 | 상행 | 하차 | 786284  | 3424978 | 40224 | 4251486 |
| 2003년 | 하행 | 승차 | 788388  | 3600647 | 35157 | 4393216 |
| 2003년 | 하행 | 하차 | 16374   | 505516  | 26470 | 557007  |
| 2003년 | 상행 | 승차 | 21600   | 481156  | 23001 | 562954  |
| 2003년 | 상행 | 하차 | 813571  | 3384273 | 40224 | 4204189 |
| 2004년 | 하행 | 승차 | 1020359 | 3415932 | 9268  | 4445559 |
| 2004년 | 하행 | 하차 | 47286   | 569635  | 6122  | 623043  |
| 2004년 | 상행 | 승차 | 49647   | 621322  | 5654  | 676623  |
| 2004년 | 상행 | 하차 | 1031518 | 3389578 | 9702  | 4430798 |
| 2005년 | 하행 | 승차 | 1097371 | 2226309 | 폐지  | 3323680 |
| 2005년 | 하행 | 하차 | 64791   | 634239  | 폐지  | 699030  |
| 2005년 | 상행 | 승차 | 59804   | 690046  | 폐지  | 749850  |
| 2005년 | 상행 | 하차 | 1078275 | 2213057 | 폐지  | 3291332 |

| 연도와 승하차 | 연도와 승하차 | 이용 인원 | 이용 인원 | 이용 인원 | 이용 인원 | 이용 인원 | 이용 인원 |
| 연도와 승하차 | 연도와 승하차 | KTX       | 새마을    | 무궁화    | 누리      | 청춘      | 총계      |
| ------------- | ------------- | --------- | --------- | --------- | --------- | --------- | --------- |
| 2013년        | 승차          | 588,703   | 1,086,928 | 4,388,289 | 489,948   | 1,710     | 6,555,578 |
| 2013년        | 하차          | 606,945   | 1,071,666 | 4,483,452 | 404,610   | 1,710     | 6,568,383 |
| 2014년        | 승차          | 646,062   | 1,200,599 | 5,034,877 | 0         | 0         | 6,881,538 |
| 2014년        | 하차          | 662,993   | 1,219,911 | 5,048,725 | 0         | 0         | 6,931,629 |
| 2015년        | 승차          | 640,848   | 1,171,178 | 4,928,039 | 0         | 0         | 6,740,065 |
| 2015년        | 하차          | 670,539   | 1,205,835 | 4,915,463 | 0         | 0         | 6,791,837 |
| 2016년        | 승차          | 666,422   | 1,165,327 | 4,750,035 | 0         | 0         | 6,581,784 |
| 2016년        | 하차          | 691,067   | 1,191,904 | 4,760,879 | 0         | 0         | 6,643,850 |
| 2017년        | 승차          | 576,767   | 1,250,806 | 4,201,744 | 0         | 0         | 6,029,317 |
| 2017년        | 하차          | 604,634   | 1,288,210 | 4,263,281 | 0         | 0         | 6,156,125 |
| 2018년        | 승차          | 583,343   | 1,319,446 | 4,400,814 | 0         | 0         | 6,303,603 |
| 2018년        | 하차          | 624,341   | 1,376,772 | 4,416,588 | 0         | 0         | 6,417,701 |
| 2019년        | 승차          | 652,320   | 1,393,456 | 4,648,616 | 0         | 0         | 6,694,392 |
| 2019년        | 하차          | 693,135   | 1,445,886 | 4,666,789 | 0         | 0         | 6,805,810 |

## 인접한 역
| KTX                        | KTX                                   | KTX                                   |
| -------------------------- | ------------------------------------- | ------------------------------------- |
| 영등포 서울 방면           | KTX 경부선 수원 경유                  | 대전 부산 방면                        |
| 새마을호                   |                                       |                                       |
| 영등포 서울 방면           | ITX-새마을 경부선                     | 평택 부산 방면                        |
| 영등포 서울 방면           | ITX-새마을 경전선                     | 평택 진주 방면                        |
| 영등포 서울 방면           | ITX-새마을 동해선                     | 평택 신해운대 방면                    |
| 영등포 용산 방면           | ITX-새마을 호남선                     | 평택 목포 방면                        |
| 영등포 용산 방면           | ITX-새마을 광주선                     | 평택 광주 방면                        |
| 영등포 용산 방면           | ITX-새마을 전라선                     | 평택 여수엑스포 방면                  |
| 영등포 용산 방면           | 새마을호 장항선                       | 평택 익산 방면                        |
| 영등포 서울 방면           | 남도해양열차                          | 천안 여수엑스포 방면                  |
| 영등포 용산 방면           | 서해금빛열차                          | 아산 익산 방면                        |
| 영등포 서울 방면           | ITX-마음 경부선                       | 평택 부산 방면                        |
| 영등포 용산 방면           | ITX-마음 호남선                       | 평택 목포 방면                        |
| 영등포 용산 방면           | ITX-마음 전라선                       | 평택 여수엑스포 방면                  |
| 안양 용산 방면             | ITX-마음 장항선                       | 평택 홍성 방면                        |
| 무궁화호                   |                                       |                                       |
| 안양 서울 방면 용산 방면   | 무궁화호 경부선 호남선 · 전라선       | 오산 부산 방면 광주 · 여수엑스포 방면 |
| 영등포 서울 방면           | 무궁화호 충북선                       | 평택 제천 방면                        |
| 안양 용산 방면             | 무궁화호 호남선                       | 서정리 목포 방면                      |
| 안양 서울 방면 용산 방면   | 무궁화호 장항선                       | 평택 익산 방면                        |
| 광역전철 (경부선)          |                                       |                                       |
| P154 화서 광운대 방면      | ● 수도권 전철 1호선 경부선 완행       | P156 세류 서동탄 · 신창 방면          |
| P153 성균관대 청량리 방면  | ● 수도권 전철 1호선 경부선 급행       | P157 병점 신창 방면                   |
| P153 성균관대 서울 방면    | ● 수도권 전철 1호선 경부선 급행       | P157 병점 천안 방면                   |
| 광역전철 (분당선 · 수인선) |                                       |                                       |
| K244 매교 청량리 방면      | ● 수도권 전철 수인·분당선 완행        | K246 고색 인천 방면                   |
| K243 수원시청 청량리 방면  | ● 수도권 전철 수인·분당선 분당선 급행 | K246 고색 방면                        |